# Sögur 1980-1990
Sögur 1980-1990 es un compilado con los grandes éxitos del cantante islandés Bubbi Morthens desde 1980 con Geislarvirkir hasta fines de la década de 1990 con Mér Líkar Það. El título Sögur significa Stories.
Este doble álbum formado por 34 canciones, incluye la participación del legendario cantante del rock islandés, Megas, que aparece junto a Bubbi en la canción “Fatlafól”. El guitarrista Guðlaugur Kristinn Óttarsson aparece agregando guitarras en dos canciones, “Friðargarðurinn” y “Þau Vita Það”, ambas de Nóttin Langa (1989).